# Pedra da Gávea
Pedra da Gávea est une montagne située à Rio de Janeiro au Brésil.

## Toponymie
Le nom Pedra da Gávea signifie en portugais « pierre du hunier ». Vu de la mer, son sommet rectangulaire découpé à la base à la séparation entre gneiss et granite évoqua, aux yeux des marins de l'expédition de Gaspar de Lemos, en 1501, une voile haute de gréement carré.

## Géographie

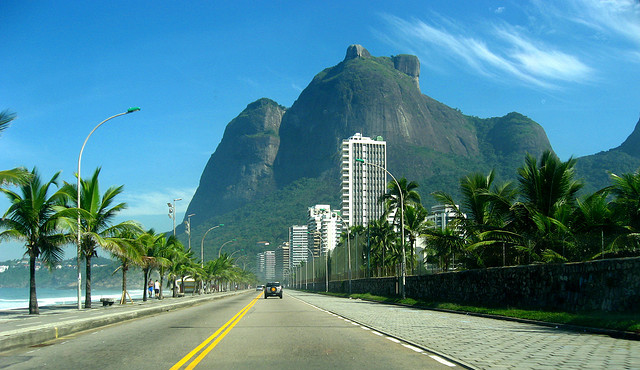
Vue de Pedra da Gávea depuis la côte.

La montagne de Pedra da Gávea, constituée de granite et de gneiss, culmine à près de 846 mètres d'altitude. Elle surplombe les longues plages de sable fin. On peut y accéder soit à partir de Jardim Botânico en pénétrant dans le parc national de Tijuca soit à partir de Barrinho[Quoi ?], de l'autre côté de la lagune de Tijuca.
Si le sommet du monolithe est dénudé, sa partie basse est recouverte de végétation caractérisée comme forêt atlantique secondaire.

## Croyances

### Une montagne vue comme une sculpture énigmatique
La Pedra da Gávea est célèbre pour la forme particulière de sa falaise dont la partie sommitale, côté terre, évoque une immense tête sculptée à même la roche. Ce visage qui aurait les traits caractéristiques d'un Européen barbu portant une coiffe, est visible à des dizaines de kilomètres à la ronde. Les Cariocas racontent des légendes amérindiennes sur cet ancêtre qui représenterait un dieu ou un roi[réf. nécessaire]. Au début du XIXe siècle, les autorités brésiliennes commencent à s'intéresser à ce qui serait une sculpture rupestre monumentale semblable à celle d'un sphinx. Des équipes scientifiques et archéologiques vont se succéder au cours des XIXe et XXe siècles[réf. nécessaire]. On a prétendu avoir découvert dans les années 1930 une oreille sculptée sur un des côtés de la falaise[réf. nécessaire].

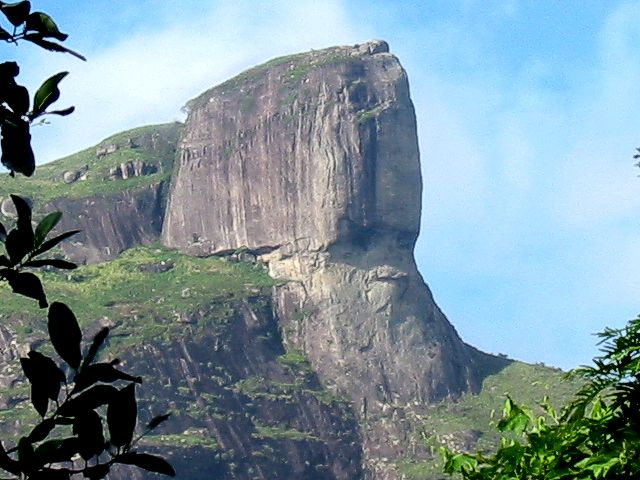
Le « visage » de Pedra da Gávea.
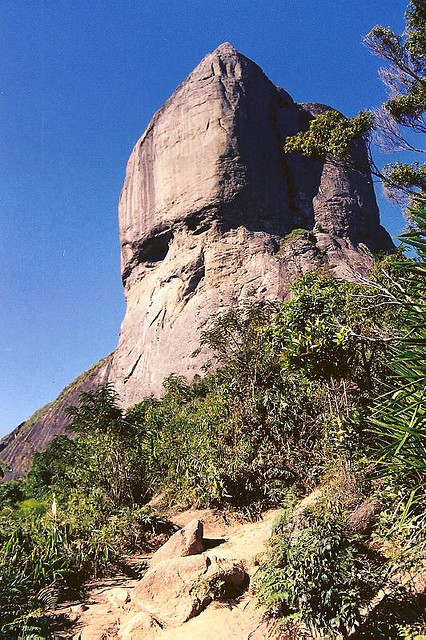
Vue sous un angle différent.

### L'hypothèse des inscriptions phéniciennes

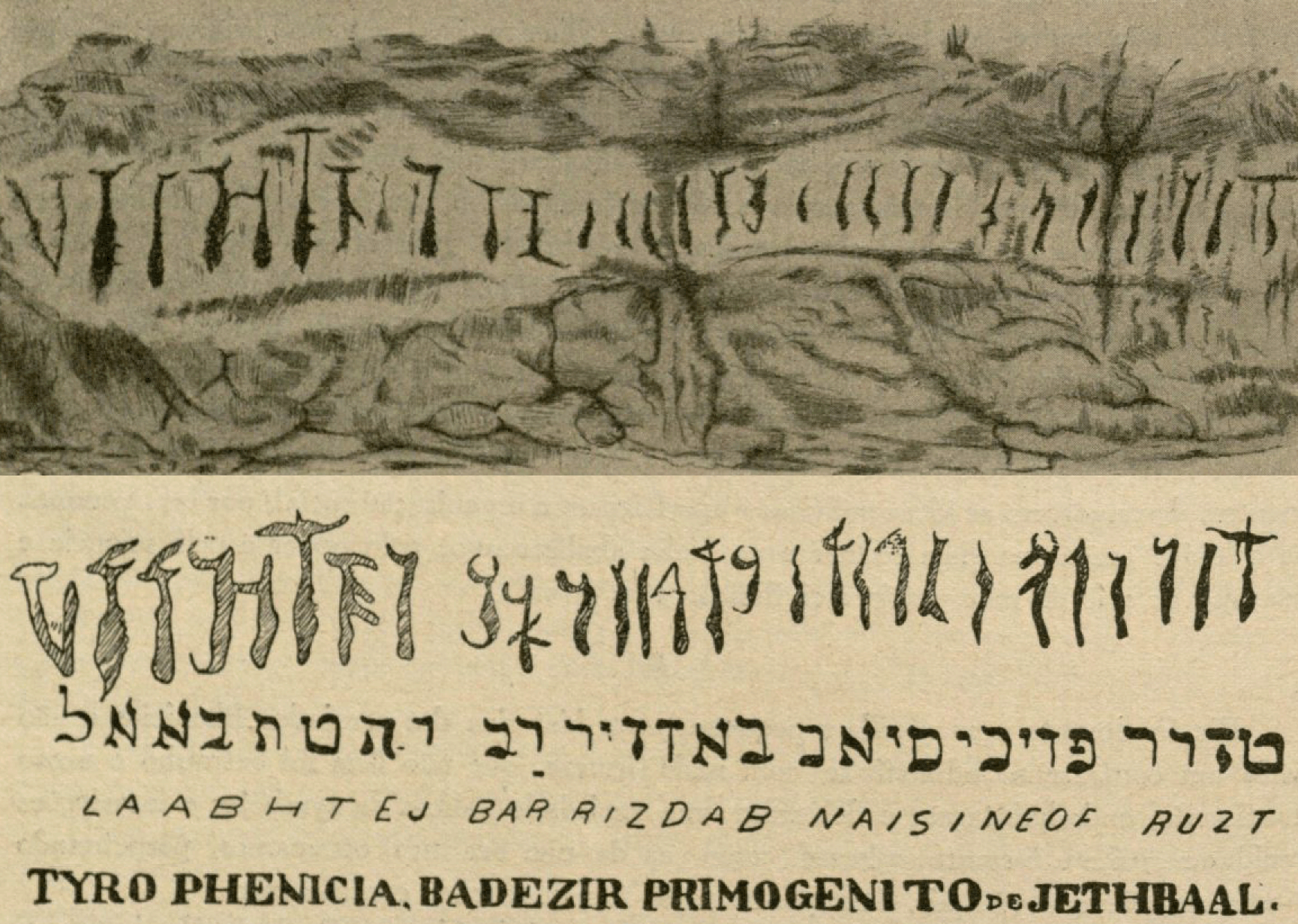
Interprétation de Bernardo de Azevedo da Silva Ramos.

Des inscriptions en caractères phéniciens gravées à l'à-pic de la falaise, face à la mer, indiqueraient la phrase suivante : « LAABHTEJBARRIZDABNAISINEOFRUZT ». Comme la plupart des langues sémitiques, le phénicien s'écrit de droite à gauche.  L'inscription devient alors : « TZUR FOENISIAN BADZIR RAB JETHBAAL ». La traduction en français donne : « Badezir phénicien de Tyr, fils aîné de JethBaal ». Un roi phénicien de Tyr portant ce nom Badezir ou Badezor ou encore Baal-Ezer II en phénicien, régna vers 850 av. J.-C.. Son père fut également roi de Tyr sous le nom de JethBaal ou EthBaal ou encore Ithobaal Ier. Cependant, le terme « phénicien » est grec et n'est pas utilisé par les Phéniciens eux-mêmes (ils utilisaient Kana`nim, c'est-à-dire « Canaanites »), ce qui pourrait indiquer une contrefaçon. Cette inscription semble n'être découverte qu'au début du XIXe siècle, à une période durant laquelle certains étudiants se passionnaient pour l'Antiquité. On sait en effet désormais que les nombreuses prétendues preuves d'une présence phénicienne en Amérique sont des faux élaborés au XIXe siècle.
Au XXe siècle, le ministère brésilien de l'Éducation et de la Santé (pt) a déclaré, en conclusion des analyses officielles réalisées par des archéologues et des géologues, qu'il ne s'agissait que de traces d'érosion ressemblant à des gravures, et que les autorités brésiliennes réfutaient l'existence d'inscriptions phéniciennes sur le territoire brésilien.

## Randonnée pédestre
L'ascension de Pedra da Gávea est une randonnée populaire de Rio de Janeiro. En effet, le sommet offre une vue unique sur Barra da Tijuca d'un côté et sur la zone sud de Rio de Janeiro de l'autre.